# Augusto Barcia Trelles
Augusto Barcia Trelles (Vegadeo, 5 de marzo de 1881-Buenos Aires, 19 de junio de 1961) fue un abogado, escritor, periodista y político español, de ideología republicana. Durante el período de la Segunda República llegó a ser varias veces ministro y presidente del Consejo de Ministros. Tras el final de la guerra civil española marchó al exilio.

## Biografía

### Juventud y formación
Nació en Vegadeo, provincia de Oviedo, el 5 de marzo de 1881. Doctor en Derecho y abogado, fue hermano de Camilo Barcia Trelles, catedrático de Derecho Internacional, que tuvo como discípulo a Adolfo Miaja de la Muela. Desde temprana edad destacó en el ámbito periodístico. Fundador de la revista La Joven España, colaboraría con diarios como El Correo, El Liberal o La Libertad y ejerció también corresponsal de varios periódicos extranjeros en España. Barcia, de firmes convicciones europeístas y favorable a los Aliados en el transcurso de la Primera Guerra Mundial, publicaría durante el conflicto un buen número de artículos y crónicas en El Liberal, periódico del que además sería director en 1914.

### Inicios en la política

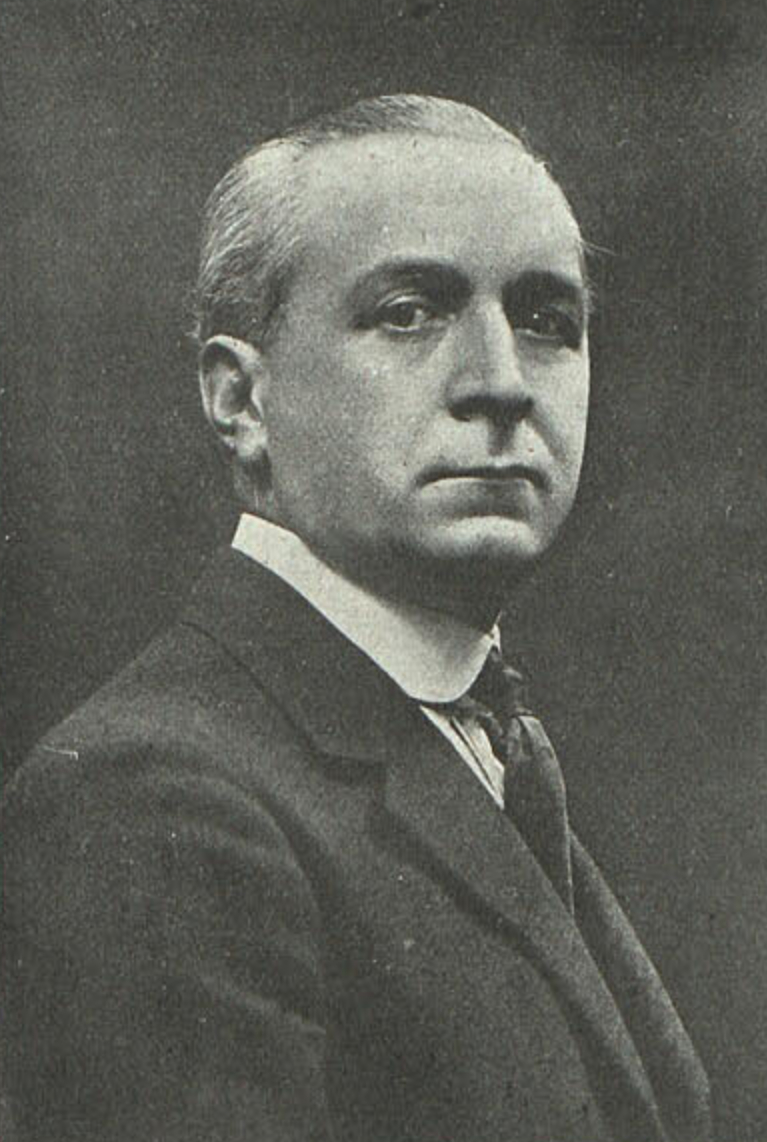
Augusto Barcia Trelles hacia 1923

En su juventud Barcia fue miembro del círculo de amigos del político Segismundo Moret, destacado miembro del Partido Liberal. Por influencia de Moret y de Gumersindo de Azcárate, acabó militando en el Partido Reformista de Melquíades Álvarez. Para las elecciones de 1914 presentó su candidatura a diputado en Cortes por el distrito almeriense de Vera; lo hizo presentándose bajo las siglas del Partido Reformista y con el claro apoyo de algunos notables de esta formación en Almería Sin embargo, no resultó elegido diputado. En las elecciones de 1916 sí lograría obtener acta de diputado por el distrito de Vera, y con posterioridad revalidaría el escaño en los comicios de 1918, 1919, 1920 y 1923. Durante su etapa en las Cortes destacaría especialmente por sus intervenciones sobre política exterior. Tras el establecimiento de la dictadura de Primo de Rivera se retiró de la política activa, dedicándose a la profesión de abogado. La negativa de Melquíades Álvarez a criticar la dictadura llevarían a Augusto Barcia a distanciarse de su antiguo padrino político.

### Segunda República
En 1931, con el advenimiento de la Segunda República, volvió a la política. En las elecciones a Cortes Constituyentes de aquel año se postuló como diputado por la circunscripción de Almería, pero no saldría elegido. A pesar de este fracaso, a nivel nacional tuvo un papel relevante durante estos años. En 1931 el gobierno le designó presidente del Consejo Superior Bancario y un año después sería nombrado representante de España ante la Sociedad de Naciones, en Ginebra. Tras un período de aproximación se afilió, en 1933, a Acción Republicana (AR), el partido de Manuel Azaña. Gracias a la influencia de Barcia, el Diario de Almería pasó a convertirse en órgano provincial del partido Acción Republicana.

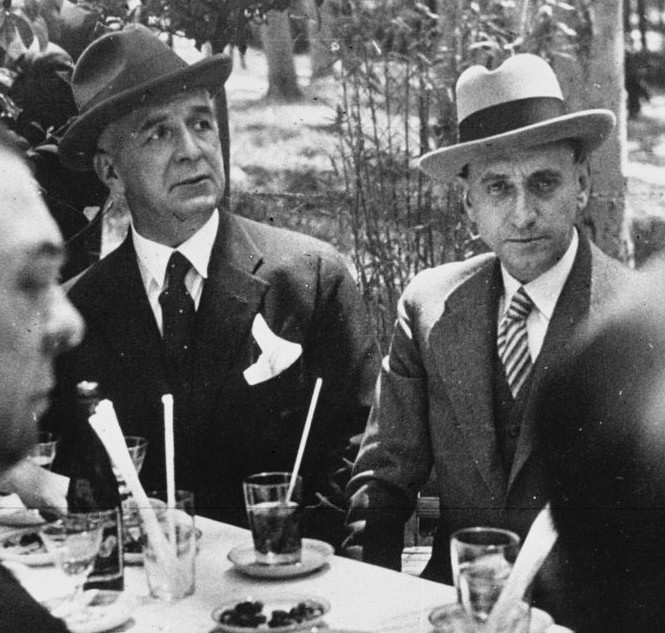
Augusto Barcia (izquierda), cuando era ministro de Estado, junto a Santiago Casares Quiroga (derecha), presidente del gobierno, en los Jardines del Retiro de Madrid (1936).

De cara a las elecciones de noviembre de 1933 forjó una alianza entre Acción Republicana y el Partido Radical de Lerroux en la provincia de Almería, logrando obtener escaño. Barcia fue uno de los pocos diputados que obtuvo Acción Republicana, que a nivel general sufrió un descalabro en los comicios. Ante aquella situación, AR se uniría a los republicanos gallegos y los radicalsocialistas independientes para formar un nuevo partido, Izquierda Republicana (IR), formación en la cual Augusto Barcia también se integraría. En el seno de la organización provincial almeriense de IR se convirtió en su principal líder.
Defendería a Lluís Companys y otro miembros de la Generalidad de Cataluña por su participación en la proclamación del Estado Catalán en octubre de 1934.
El 20 de abril de 1935 pronunció un discurso en Vitoria en el que expresó su rechazo a la política del Partido Radical: 

La democracia, tal como la entendemos nosotros, es una resultante estatal de la hegemonía del pueblo, saturado de posibilidades y contenidos, para transformar con virtualidad inmanente el instrumento gobernante y culminar en una suprema coordinación jurídica y en una científica anulación de errores seculares. La democracia es también terapéutica. Cauteriza, elimina quirúrgicamente y produce un movimiento de reversibilidad en todos los complejos seculares y vituperables que matizaron la puesta en marcha de los Gobiernos que sucedieron al del bienio. De esos gobiernos que al distender y elastizar la base sustentatriz de la República, han acogido a los más contumaces enemigos del Régimen. El pueblo debe sentir el impulso de la incompatibilidad con estos hombres estériles, que no discriminan, ni vertebran, ni articulan las auténticas esencias.
Discurso de Augusto Barcia, tomado del diario La Voz, 

De cara a las elecciones de febrero de 1936 formó parte de las candidaturas del Frente Popular por Almería, siendo el candidato más votado —con 68.175 votos— y logrando revalidar su acta de diputado. Tras la victoria obtenida por la coalición del Frente Popular, el 19 de febrero fue nombrado ministro de Estado en el gabinete que presidiría Manuel Azaña. Entre el 11 y el 13 de mayo asumiría el cargo de presidente del Consejo de Ministros, tras la dimisión de Azaña —que había sido elegido presidente de la República—. Al frente del gobierno sería sucedido por Santiago Casares Quiroga, manteniendo no obstante el cargo de ministro de Estado.
Tras el estallido de la Guerra civil, en julio de 1936, asumió el puesto de ministro de la Gobernación en el brevísimo gobierno que encabezó Diego Martínez Barrio. Volvería a desempeñar la cartera de Estado en gabinete presidido por José Giral, cesando en septiembre de 1936. Fue nombrado embajador de España en Uruguay, aunque no asumiría el cargo debido a la ruptura de relaciones entre ambos países. Aunque se mantuvo en un segundo plano, asistió a las reuniones que las Cortes republicanas celebraron en octubre de 1937 y agosto de 1938. Avanzada la contienda, ejercería como asesor de la Embajada española en París y como embajador de España ante la Unión Soviética.

### Exilio y últimos años
Viendo la guerra irremisiblemente perdida, en 1939 abandonó Europa y se trasladó a Hispanoamérica, instalándose en Buenos Aires.
A su marcha al exilio se sumó la represión por parte de la dictadura franquista. El Tribunal Especial para la Represión de la Masonería y el Comunismo lo condenó a treinta años de reclusión e inhabilitación absoluta para ejercer su profesión, mientras que el Tribunal Nacional de Responsabilidades Políticas le impuso una multa de veinticinco millones de pesetas y la confiscación de todos sus bienes. Se llegó a proponer, incluso, la pérdida de su nacionalidad española.
Desde 1941 fue presidente del Patronato Hispano-Argentino de Cultura, desarrollando una febril actividad como escritor y conferenciante. En paralelo, también colaboraría activamente con las instituciones republicanas en el exilio: formó parte de la junta central de Acción Republicana Española, al tiempo que ejercía como delegado en Argentina de la Junta Española de Liberación. Acabada la Segunda Guerra Mundial, asistió en Ciudad de México a la reunión de las Cortes republicanas en el exilio. En agosto de 1945 fue nombrado ministro de Hacienda del gobierno de la República en el exilio presidido por José Giral, cargo que detentaría hasta agosto de 1947.
Falleció en Buenos Aires el 19 de junio de 1961.

## Vida privada
A lo largo de su vida fue autor de varias obras de carácter jurídico-político e histórico. Además del español, también dominaba el italiano, el francés, el inglés y el alemán.
Fue miembro del Ateneo de Madrid desde 1908, institución en la que desempeñaría una gran actividad y ocuparía puestos de responsabilidad, como secretario general y presidente (cargo que desempeñaría entre diciembre de 1932 y junio de 1933). Entre 1925 y 1926 ejerció como presidente de la Federación Española de Atletismo. También fue miembro de la Asociación de la Prensa de Madrid (desde 1916) y de la Asociación de Amigos de la Unión Soviética, esta última constituida en 1933.

### Actividad masónica
Augusto Barcia fue un destacado masón. Habiendo sido iniciado en la logia madrileña Ibérica en 1910 desarrolló una importante labor en la institución masónica al punto que fue elegido Gran Maestro del Grande Oriente Español en 1921. Tras el fallecimiento de Enrique Gras Morillo, el 9 de diciembre de 1928. fue elegido Soberano Gran Comendador del Supremo Consejo del Grado 33 para España del Rito Escocés Antiguo y Aceptado, cargo que desempeñó hasta 1933, año en el que renunció al mismo por entender que la masonería debía estar apartada de toda actividad política, argumentando su dimisión de la siguiente forma:

«vuelvo a la vida activa de la política y voy a afiliarme a un  partido. Mi significación en la Orden, mi historia en el alto cargo con que me honrasteis y que durante tantos años desempeñé, me obligan a dimitirlo con carácter irrevocable. Quiero, por encima de todo, ser consecuente con mi conducta y mis ideas, manteniendo en todo instante separada de la Institución toda influencia partidista, toda sospecha de injerencia política».

## Obras
- La primer campaña parlamentaria de D. Augusto Barcia Trelles. Cortes de 1916-1917 (c. 1918)
- La codificación progresiva del Derecho internacional (1925)
- Un golpe de estado internacional (1944)
- Mosaico internacional antes y después de la guerra (1945)
- El pensamiento vivo de Jovellanos (1951)
- El genio político de Inglaterra ensayo histórico (1972)
- La política de no intervención (s.a)